# Edwin Russell Durno
Edwin Russell Durno (ur. 26 stycznia 1899, zm. 20 listopada 1976) – amerykański polityk związany z Partią Republikańską.
W latach 1961–1963 przez jedną dwuletnią kadencję Kongresu Stanów Zjednoczonych reprezentował czwarty okręg wyborczy w Oregonie w Izbie Reprezentantów Stanów Zjednoczonych.